# Ernst Otto Beckmann
Ernst Otto Beckmann (Solingen, 4. srpnja 1853. – Berlin, 13. srpnja 1923.), njemački kemičar.
Bio je direktor Kaiser-Wilhelm instituta za kemiju u Dahlemu. Izumio je poseban precizni termometar i izradio metodu za određivanje molekularne težine otopljenih tvari iz sniženja ledišta i povišenja vrelišta otopina. 